# Stakliškės
Stakliškės (ryska: Стаклишкес) är en ort i Litauen. Den ligger i den södra delen av landet, 60 km väster om huvudstaden Vilnius. Stakliškės ligger 108 meter över havet och antalet invånare är 940.
Terrängen runt Stakliškės är platt. Runt Stakliškės är det ganska glesbefolkat, med 35 invånare per kvadratkilometer. Närmaste större samhälle är Birštonas, 18,2 km väster om Stakliškės. Trakten runt Stakliškės består till största delen av jordbruksmark.